# Wang (Han Ping)
Wang, född 8 f.Kr., död 23 e.Kr., var en kinesisk kejsarinna, gift med kejsar Han Pingdi. Hon var den sista kejsarinnan ur den Västra Handynastin. Hon har i kinesisk historiebeskrivning betraktats som ett tragiskt människoöde, offer för de häftiga regimskiftena under sin livstid. 